# Ordine Nero
Ordine Nero è stata un'associazione segreta terroristica neofascista sorta nel 1974, dopo lo scioglimento di Ordine Nuovo (avvenuto a novembre 1973, dopo il processo che vide come pubblica accusa il PM Vittorio Occorsio) e la crisi di Avanguardia Nazionale. Ordine Nero ha raccolto l'eredità di un gruppo terroristico attivo in Lombardia nel 1972 e 1973, le Squadre d'Azione Mussolini di Giancarlo Esposti.

## Storia
Gli attentati certamente appartenenti ad Ordine Nero sono dieci, tutti rivendicati da uno stesso tipo di volantino, una specie di carta intestata (copia xerografica ricavata da un medesimo originale) su cui veniva apposto il messaggio "politico" che poteva essere contro la sinistra, i sindacati o le istituzioni. Le rivendicazioni avvenivano per opera di differenti sezioni di Ordine Nero: "Codreanu", "Brasillach", "Céline", "Mishima", "Nietzsche", "De Gobineau". Su questi dieci se ne sommano diversi altri, rivendicati però con volantini aventi caratteristiche diverse. È quindi ipotizzabile che nella scia dell'organizzazione di Esposti si siano inseriti altri gruppi di ispirazione neofascista.
La sigla Ordine Nero è stata utilizzata per compiere attentati, anche simultaneamente in differenti località d'Italia. Di seguito i principali attentati rivendicati come Ordine Nero:
- 13 marzo 1974 - due attentati a Milano, un'esplosione davanti alla sede dell'agenzia pubblicitaria del Corriere della Sera e uno al "Centro studi Gramsci".
- 15 marzo 1974 - attentato a Milano al liceo "Vittorio Veneto".
- 21 marzo 1974 - a Vaiano (PO) un'esplosione fa saltare una rotaia dove avrebbe dovuto passare il treno Palatino. È una strage mancata e viene rivendicata con un volantino, trovato a Lucca, di Ordine Nero.
- 23 aprile 1974 - esplosioni nella casa del popolo di Moiano (PG), esattoria comunale di Milano e sede del PSI di Lecco.
- 25 aprile 1974 - una molotov colpisce l'auto del procuratore di Treviso Carlo Macrì.
- 27 aprile 1974 - un'esplosione nella scuola slovena di San Giovanni a Trieste.
- 30 aprile 1974 - a Milano tre attentati contro i distretti di Polizia.
- 30 aprile 1974 - una bomba esplode a Savona nell'edificio dove abita il senatore DC Varaldo.
- 10 maggio 1974 - un'esplosione negli uffici dell'assessorato all'ambiente di Bologna e un'altra bomba rischia di far crollare una palazzina in via Arnaud.
- 10 maggio 1974 - un'esplosione ad Ancona contro gli uffici dell'esattoria comunale[2].

Quello di Vaiano, quello di Savona e quelli del 25 e 27 aprile sono stati rivendicati utilizzando volantini differenti dagli originali di Ordine Nero, anche se nel primo caso la matrice è certamente quella del gruppo neofascista.
Tre attentati sono stati configurati come tentate stragi: quello ferroviario di Vaiano del 21 aprile; quello contro la sede del PSI a Lecco; quello contro la palazzina di via Arnaud (dove l'attentatore ipotizzava vi fosse l'azienda Chiari & Forti). In entrambi questi ultimi due casi, ponendo l'esplosivo all'interno degli edifici (e non all'esterno), l'attentatore ha cercato di coinvolgere persone nel crollo delle strutture o nell'esplosione. Nella palazzina di via Arnaud abitavano dodici famiglie.
Gli accertamenti di indagine hanno portato a evidenziare alcuni dei terroristi che certamente appartenevano ad Ordine Nero:
- Adriano Petroni, perché viene catturato dopo l'attentato di Lecco del 23 aprile, a seguito di un incidente con l'auto nella fuga[4].
- Luciano Benardelli perché il 18 settembre 1974 le forze dell'ordine trovano armi, esplosivi, detonatori e i caratteristici volantini nascosti in una fornace abbandonata presso località Rocca di San Giovanni, insieme ad altro materiale a lui riferibile[5].
- Fabrizio Zani e Mario Di Giovanni, catturati il 27 ottobre che tengono in loro disponibilità (nascosto nei boschi presso Creva di Varese) esplosivo (tipo ANFO) dello stesso tipo di quello di Benardelli. In più nella libreria dove lavora Zani viene trovata anche la macchina da scrivere, Triumph matricola 886491, utilizzata per rivendicare alcuni attentati[6].
- Giancarlo Esposti, morto nel conflitto di Pian di Rascino il 30 maggio 1974, che aveva lo stesso tipo di esplosivo ANFO e lo stesso tipo di detonatori degli altri. Il terrorista, secondo alcuni altri neofascisti, avrebbe avuto l'obiettivo di lì a due giorni di uccidere il Presidente della Repubblica Giovanni Leone[7].

In correlazione con questi neofascisti certamente operavano i terroristi toscani ed umbri che hanno compiuto l'attentato di Moiano. Fra questi vennero condannati Giovanni Rossi, Massimo Batani, Andrea Brogi, Luca Donati. Andrea Brogi, come reo confesso, è stato anche condannato per l'attentato di Vaiano, mentre in quel processo il giudice di appello assolse Augusto Cauchi, Alessandro Danieletti, Salvatore Vivirito e Fabrizio Zani.
Ordine Nero agiva con la prospettiva di realizzare un crescendo di attentati, diretti verso obiettivi politici o verso lo stato, per portare il Paese in una situazione di sempre maggior tensione e quindi favorire un colpo di Stato. Tale programma sarebbe stato portato avanti in alcune riunioni che avvennero agli inizi del 1974.
“Esposti aveva una prospettiva politica di tipo golpista, riteneva che si dovesse portare il paese a un livello di terrore tale da rendere necessarie misure eccezionali e l’intervento dell’esercito. Tale obiettivo doveva essere raggiunto attraverso una serie di attentati di gravità crescenti, i discorsi dell’Esposti erano terrificanti e si definiva fautore di una teoria del terrorismo puro, parlava di stragi indiscriminate e di attentati da compiersi l’uno dopo l’altro in diverse città, oppure in più luoghi ma contemporaneamente. Parlava inoltre di attentati da far apparire attribuibili ai rossi quali ad esempio attentati a chiese, a istituzioni religiose e forze dell’ordine. Esposti teorizzava anche attentati ai treni”
Agli inizi del 1974 Giancarlo Esposti decise di unirsi al Movimento di Azione Rivoluzionaria di Carlo Fumagalli. Il movimento di Fumagalli, secondo quanto ammesso dallo stesso ex partigiano, doveva anch'esso servire a preparare il terreno per un colpo di Stato, in una correlazione però più vicina ad ambienti politici di maggior spessore (quindi la Maggioranza silenziosa dell'avvocato Adamo Degli Occhi, i Nuclei per la Difesa dello Stato del colonnello Amos Spiazzi, gli esponenti implicati nelle inchieste della Rosa dei venti e del Golpe bianco). Riporta Carlo Fumagalli:
PM- Quando le venne presentato Esposti, a parte questo discorso delle bombette, quali erano gli ideali di Esposti? Visto che avete fatto questo discorso insieme?
Fumagalli- Ha aderito subito al programma di fare il colpo di Stato, ha aderito.
PM– Cioè lui era favorevole alla Repubblica presidenziale Esposti?
Fumagalli– Certo, certo, sì, sicuramente.
Durante l'inchiesta sul movimento Ordine Nero scopre che il gruppo era articolato probabilmente in sette unità territoriali, fra cui le più attive quella milanese e quella toscana. Poi Ordine Nero si sarebbe allargata nei mesi ad esponenti di Ordine Nuovo entrati in clandestinità dopo lo scioglimento del movimento. L'ambiente di Ordine Nero è lo stesso in cui maturano gli altri attentati stragistici o con propositi stragistici di quell'anno: Silvi Marina, Vaiano, Brescia e l'Italicus. La bomba sul treno Italicus, che provocò 12 vittime nell'agosto 1974, fu rivendicata da Ordine Nero (in questo caso sezione Drieu La Rochelle-Giancarlo Esposti). Il volantino fu il frutto di un'azione personalistica di elementi appartenente ad Ordine Nuovo di Bologna, ma è significativo che gli esponenti di Ordine Nero si riunirono a Bellinzona l'8 agosto per decidere se confermare o meno la paternità della strage. Secondo quanto riportato dalla fonte Tritone (ovvero Maurizio Tramonte) nelle informative girate ai servizi in tempo reale nel 1974, Ordine Nero decise di non assumersi la paternità e difatti Fabrizio Zani predispose i volantini di smentita.
Nelle informative di Tritone, acquisite nel processo di Brescia, si può cogliere l'ultima fase di Ordine Nero, quella in corrispondenza con le due stragi di quell'anno. In particolare si parla di una riunione del 25 maggio dove:
(...) MAGGI ha reso noto che:
- è in corso la creazione di una nuova organizzazione extraparlamentare di destra che comprenderà parte degli ex militanti di “ORDINE NUOVO”;
- l'organizzazione sarà strutturata in due tronconi:
uno clandestino, con le caratteristiche ed i compiti seguenti:
a) numericamente molto ristretto;
b) costituito da elementi maturi (dai 35 ai 45 anni, salvo qualche eccezione) e di collaudata fede politica;
c) opererà con la denominazione “ORDINE NERO” sul terreno dell'eversione violenta, contro obiettivi che verranno scelti di volta in volta;
- l'altro palese, il quale:
a) si appoggerà a circoli culturali – ancora da costituire – gestiti da elementi di estrema destra finora rimasti nell'ombra;
b) avrà il compito di sfruttare politicamente le ripercussioni degli attentati operati dal gruppo clandestino.
5. Secondo MAGGI, i criteri di selezione degli elementi destinati al gruppo clandestino sono motivati dal fatto che le persone di una certa età:
- offrono maggiori garanzie sotto il profilo politico e della riservatezza;
- agiscono più razionalmente e non si lasciano prendere da paure, orgasmi od emozioni;
- hanno doti psico-fisiche necessarie per non cedere – in caso di arresto – alle strette degli interrogatori da parte di polizia e Magistratura (ha citato, ad esempio, Giorgio FREDA il quale, nonostante la lunga detenzione e la caparbietà del Giudice D'AMBROSIO, non ha parlato). (...) Estratto nota del CS di Padova n. 4873 dell'8 luglio 1974.
La riunione menzionata dall’informatore ha preceduto di tre giorni la strage di Brescia e lascia capire che in quel momento si sta alzando il livello di pericolosità degli estremisti gravitanti nell’ambiente di Ordine Nero, che passano da attentati più o meno dimostrativi alle stragi vere e proprie.
La sentenza di Appello del 2015, relativa alla strage di piazza della Loggia, individua in Ordine Nero la matrice anche di questo attentato. In sostanza la medesima organizzazione, che in quei mesi sta evolvendo, rappresentando la convergenza di varie bande armate di estrema destra, unitesi dopo lo scioglimento di Ordine Nuovo nel novembre 1973. Nella sentenza Ordine Nero è definita:
formazione terroristica che non solo si era resa responsabile di una pluralità di gravi attentati già nei mesi precedenti la strage di Brescia, ma che aveva siglato, insieme ad Anno Zero, il volantino di rivendicazione di questa, senza mai sconfessarlo, come aveva, invece fatto per la strage dell'Italicus. Ed ancora, formazione terroristica che, a dispetto della· parvenza legalitaria di personaggi come Pino Rauti, parlamentare della Repubblica, aveva indicato in quest'ultimo il suo capo, rivendicando la derivazione dall'Ordine Nuovo rautiano. Negare la perfetta sovrapponibilità di tutti questi elementi - propri di una struttura già operativa da alcuni mesi - a quelli caratterizzanti l'organizzazione descritta da Maggi nella riunione di Abano è un insulto alla verità oggettiva dei fatti ed alla logica.
Nella considerazione che gli attentati dei neofascisti dovessero avere un risultato "politico", che non avvenne, risulta di interesse la voce dell'ex ministro Paolo Emilio Taviani:
«Nell'agosto del 1974 arrivò sul mio tavolo al ministero dell'Interno un'informazione che raccontava di una presunta cospirazione per instaurare il regime presidenziale in Italia. Faceva, fra gli altri, i nomi di Pacciardi, Brosio, Sogno e Palumbo, comandante della Divisione Carabinieri Pastrengo. La rinviai al capo della Polizia con scritto "Indagare". Suppongo che l'informazione sia così giunta alla magistratura di Torino... Il pm convocò Sogno. E Sogno si rese latitante... Dalle confessioni postume di Sogno risulta oggi che le intenzioni di golpe sussistevano. Dai fatti risulta che il golpe abortì. Perché abortì? Innanzitutto perché il ministro della Difesa Andreotti trasferì alcuni generali che avevano aderito ai progetti di Sogno. In secondo luogo perché tutti coloro che avevano dato assenso o adesione a Sogno erano dei capi. Mancavano i subalterni, i sottufficiali, le truppe. Subalterni, sottufficiali, truppe erano invece a disposizione degli esaltati che dirigevano Ordine Nuovo. La terza ragione del fallimento dei progetti di Sogno è che non si collegò con Ordine Nuovo... Non riuscì o non volle? Forse non volle, perché quelli di Ordine Nuovo, dopo il decreto di scioglimento del novembre 1973, si erano dati alle tragiche follie degli attentati ai treni».